# Eleição para governador da Luisiana em 1987
A eleição para governador do estado americano da Luisiana em 1987 foi realizada em 24 de outubro como candidatos Buddy Roemer(D), Edwin Edwards(D), Bob Livingston(R), Billy Tauzin(D), James H. "Jim" Brown(D), entre outros.
Buddy Roemer foi eleito governador da Luisiana.

## Resultados

### Primeiro turno
| Candidato a governador(a) | Votos   | Porcentagem |
| ------------------------- | ------- | ----------- |
| Buddy Roemer D            | 516.128 | 33,16%      |
| Edwin Edwards D           | 434.802 | 27,93%      |
| Bob Livingston R          | 287.770 | 18,49%      |
| Billy Tauzin D            | 154.444 | 9,92%       |
| James H. "Jim" Brown D    | 138.324 | 8,88%       |

### Segundo turno
Edwin Edwards retirou sua candidatura.